# 喬治王縣 (維吉尼亞州)
喬治王县（英語：King George County）是美国弗吉尼亚州東北部的一個縣，北隔波托马克河與马里兰州相望，面積486平方公里。根據2020年美國人口普查，共有人口26,723人。縣治喬治王村（King George）。該縣成立於1720年11月2日，縣名紀念英王喬治一世。